# Discina
Discinaes un género de hongos en el orden Pezizales relacionado con las falsas morillas del género Gyromitra. Existen unas 20 especies en este género. Posee cuerpos fructíferos en forma de disco o de copa. El miembro más conocido es D. perlata que se asemeja a la oreja de un cerdo, el cual se considera comestible luego de cocido, aunque se le considera sospechoso dado su relación con las falsas morillas altamente tóxicas.

## Especies
- Discina accumbens
- Discina ancilis
- Discina australica
- Discina brunnea
- Discina caroliniana
- Discina corticalis
- Discina disticha
- Discina epixyla
- Discina fastigiata
- Discina ferruginascens
- Discina geogenius
- Discina lenta
- Discina martinii
- Discina megalospora
- Discina melaleuca
- Discina montana
- Discina pallida
- Discina pallidorosea
- Discina radiosensilis
- Discina roblinensis
- Discina urnula